# Grand Prix Austrálie 1991
Grand Prix Austrálie (LVI Foster's Australian Grand Prix) byla 16. závodem sezóny 1991, který se konal 3. listopadu 1991 na okruhu Adelaide. Grand Prix Austrálie byla původně vypsána na 81 kol, ale pro hustý déšť byla po 13 kolech ukončena a piloti získali jen polovinu bodů.

## Popis závodu
Před Grand Prix Austrálie se vyhrotil spor mezi Alainem Prostem a týmem Ferrari, Alain Prost veřejně kritizoval vedení týmu a proto byl ze stáje propuštěn, jeho místo zaujal testovací pilot Gianni Morbidelli. Tato změna přiměla ke změně i Minardi, kde doposud působil Gianni Morbidelli, kterého do týmu dosadilo Ferrari se svou dodávkou motorů. Minardi na jeho místo angažoval Roberta Morena, který se tak vrátil do formule 1, poté co nejprve opustil Benetton a později Jordan. Další návrat do formule 1 provedl Bertrand Gachot, který po konfliktu s londýnským taxikářem skončil ve vězení a na jeho místo v týmu Jordan přišel Michael Schumacher. Bertrand Gachot nahradil v týmu Larrousse Erica Bernarda, který se zranil v Japonsku. Grand Prix Austrálie byla posledním závodem ve formuli 1 pro trojnásobného mistra světa Nelsona Piqueta, který ohlásil konec kariéry.

### Kvalifikace
Tréninky i kvalifikace se odehrávaly na suché trati za slunečného počasí. V předkvalifikaci pohřbil své naděje Gabriele Tarquini jenž v jejím závěru rozbil vůz o zeď. Jeho čas by přitom bohatě stačil na kvalifikační čas kolem 20 místa. Druhým smolařem byl Nakoi Hattori, jehož Coloni nefungovalo optimálně a tento Japonec se nikdy neprobojoval z předkvalifikace a po australské Grand Prix formuli 1 opustil. Aguri Suzuki nepříjemně havaroval v první zatáčce což ho stálo umístění na startovním roštu. Také Stefano Modena havaroval, ale jeho havárie nebyla tak hrůzostrašná a Stefano vyvázl bez zranění a mohl nastoupit do závodu a navíc jeho předchozí časy mu vynesli devátou startovní pozici. Překvapením byl Martin Brundle, který se s vozem Brabham-Yamaha do závodu neprobojoval a skončil na druhém nepostupovém místě v kvalifikaci.
První řadu ovládl tým McLaren v pořadí Ayrton Senna, Gerhard Berger. Druhá řada byla obsazena vozy Williams, dvojicí pilotů Nigel Mansell, Ricardo Patrese a třetí řadu si přivlastnil tým Benetton ve složení Nelson Piquet, Michael Schumacher.

### Závod
Závod začínal za prudkého deště a nejlépe odstartoval Ayrton Senna, který se ujal vedení před svým stájovým kolegou Bergerem, celá startovní procedura se obešla bez větších problémů. Riccardo Patrese přišel o dvě místa na startu a posléze se propadl i za obě Ferrari Alesiho a Morbidelliho. Ve třetím kole se chyby dopustil i Gerhard Berger a přepustil tak druhou příčku Mansellovi. Berger se dokázal vrátit na třetím místě, mezitím se Nigel Mansell snažil stáhnout náskok Ayrtona Senny. Od pátého kola se na trati začali dít velké věci, nejprve havaroval Satoru Nakadžima, hned vzápětí ho následoval jak Thierry Boutsen,tak Nicola Larini. Lariniho vozu se nestihl vyhnout Jean Alesi a roztříštil o něj své Ferrari.
Dalším nešťastníkem byl Pierluigi Martini na Minardi, jenž dostal smyk na rovince Brabham a skončil v postranní zídce. Příčinou jeho nehody byl stale silnější a prudší déšť. Také Riccardo Patrese bojoval s poškozeným přítlačným křídlem, v 15 kole havaroval Mansella, drobné problémy postihly i Alboreta a Modenu.
V 16 kole dostal smyk i Berger a Ayrton Senna při průjezdu cílovou rovinkou gestikuloval směrem k maršálům, dožadoval se tak zastavení závodu. Závodní maršálové nakonec vyslyšeli Sennovo volání a závod zastavili v 17 kole, když bylo pořadí Ayrton Senna, Piquet, Morbidelli, De Cesaris, Zanardi a Modena. Maršálové nakonec vyhlásili za platné výsledky pořadí po průjezdu 14 kolem. To vzneslo spoustu protestu, které nakonec nebyly uznány a za konečné výsledky bylo vyhlášeno pořadí po průjezdu 14 kolem.
Závodní maršálové měli ještě tendenci závod restartovat, ale po protestu Ayrtona Senny a Riccarda Patreseho nakonec od této myšlenky upustili. Slavnostní vyhlášení na stupních vítězů se muselo obejít bez Nigela Mensella, který po zranění skončil v nemocnici.

## Výsledky
- 3. listopad 1991
- Okruh Adelaide
- 14 kol x 3,780 km = 52,92 km
- 516. Grand Prix
- 33. vítězství Ayrtona Senny
- 94. vítězství pro McLaren
- 71. vítězství pro Brazílii
- 71. vítězství pro vůz se startovním číslem 1

| Pozice | Jezdec             | Vůz                | Čas        |
| ------ | ------------------ | ------------------ | ---------- |
| 1      | Ayrton Senna       | McLaren MP4/6      | 24'34.899  |
| 2      | Nigel Mansell      | Williams FW14      | á 0:01,259 |
| 3      | Gerhard Berger     | McLaren MP4/6      | á 0:05,120 |
| 4      | Nelson Piquet      | Benetton B191      | á 0:30,103 |
| 5      | Riccardo Patrese   | Williams FW14      | á 0:50,537 |
| 6      | Gianni Morbidelli  | Ferrari F1-91B     | á 0:51,069 |
| 7      | Emanuele Pirro     | Dallara BMS-191    | á 0:52,361 |
| 8      | Andrea de Cesaris  | Jordan 191         | á 1:00,431 |
| 9      | Alessandro Zanardi | Jordan 191         | á 1:15,567 |
| 10     | Stefano Modena     | Tyrrell 020        | á 1:20,370 |
| 11     | Johnny Herbert     | Lotus 102B         | á 1:22,073 |
| 12     | J J Lehto          | Dallara BMS-191    | á 1:38,519 |
| 13     | Michele Alboreto   | Footwork FA12C     | á 1:39,303 |
| 14     | Mauricio Gugelmin  | Leyton House CG911 | á 1 kolo   |
| 15     | Alex Caffi         | Footwork FA12      | á 1 kolo   |
| 16     | Roberto Moreno     | Minardi M191       | á 1 kolo   |
| 17     | Mark Blundell      | Brabham BT60Y      | á 1 kolo   |
| 18     | Érik Comas         | Ligier JS35B       | á 1 kolo   |
| 19     | Mika Häkkinen      | Lotus 102B         | á 1 kolo   |
| 20     | Karl Wendlinger    | Leyton House CG911 | á 2 kola   |
| Kolo   | Odstoupili         | -                  | Příčina    |
| 8      | Pierluigi Martini  | Minardi M191       | Mimo trať  |
| 5      | Michael Schumacher | Benetton B191      | Kolize     |
| 5      | Jean Alesi         | Ferrari F1-91B     | Kolize     |
| 5      | Nicola Larini      | Lamborghini 291    | Mimo trať  |
| 5      | Thierry Boutsen    | Ligier JS35B       | Kolize     |
| 4      | Satoru Nakadžima   | Tyrrell 020        | Mimo trať  |

### Nejrychlejší kolo
Gerhard Berger - McLaren MP4/6- 1'41.141
- 14. nejrychlejší kolo Grerharda Bergera
- 65. nejrychlejší kolo pro McLaren
- 41. nejrychlejší kolo pro Rakousko
- 45. nejrychlejší kolo pro vůz se startovním číslem 2

### Vedení v závodě
| Kola          | km       | Jezdec       | %    |
| 1. – 14. kolo | 52,92 km | Ayrton Senna | 100% |
| ------------- | -------- | ------------ | ---- |

| Ayrton Senna |
| ------------ |

## Postavení na startu
Ayrton Senna - McLaren- 1'14.041
- 60. Pole position Ayrtona Senny
- 77. Pole position pro McLaren
- 91. Pole position pro Brazílii
- 65. Pole position pro vůz se startovním číslem 1

| *  | *                                  | *  | *                                       | Kvalifikace                             |
| -- | ---------------------------------- | -- | --------------------------------------- | --------------------------------------- |
| 1  | Ayrton Senna McLaren 1'14.041      |    |                                         | Ayrton Senna McLaren 1'14.041           |
|    |                                    | 2  | Gerhard Berger McLaren 1'14.385         | Gerhard Berger McLaren 1'14.385         |
| 3  | Nigel Mansell Williams 1'14.822    |    |                                         | Nigel Mansell Williams 1'14.822         |
|    |                                    | 4  | Riccardo Patrese Williams 1'15.057      | Riccardo Patrese Williams 1'15.057      |
| 5  | Nelson Piquet Benetton 1'15.291    |    |                                         | Nelson Piquet Benetton 1'15.291         |
|    |                                    | 6  | Michael Schumacher Benetton 1'15.508    | Michael Schumacher Benetton 1'15.508    |
| 7  | Jean Alesi Ferrari 1'15.545        |    |                                         | Jean Alesi Ferrari 1'15.545             |
|    |                                    | 8  | Gianni Morbidelli Ferrari 1'16.203      | Gianni Morbidelli Ferrari 1'16.203      |
| 9  | Stefano Modena Tyrrell 1'16.253    |    |                                         | Stefano Modena Tyrrell 1'16.253         |
|    |                                    | 10 | Pierluigi Martini Minardi 1'16.359      | Pierluigi Martini Minardi 1'16.359      |
| 11 | J J Lehto Dallara 1'16.871         |    |                                         | J J Lehto Dallara 1'16.871              |
|    |                                    | 12 | Andrea de Cesaris Jordan 1'17.050       | Andrea de Cesaris Jordan 1'17.050       |
| 13 | Emanuele Pirro Dallara 1'17.342    |    |                                         | Emanuele Pirro Dallara 1'17.342         |
|    |                                    | 14 | Mauricio Gugelmin Leyton House 1'17.344 | Mauricio Gugelmin Leyton House 1'17.344 |
| 15 | Michele Alboreto Footwork 1'17.355 |    |                                         | Michele Alboreto Footwork 1'17.355      |
|    |                                    | 16 | Alessandro Zanardi Jordan 1'17.362      | Alessandro Zanardi Jordan 1'17.362      |
| 17 | Mark Blundell Brabham 1'17.365     |    |                                         | Mark Blundell Brabham 1'17.365          |
|    |                                    | 18 | Roberto Moreno Minardi 1'17.639         | Roberto Moreno Minardi 1'17.639         |
| 19 | Nicola Larini Lamborghini 1'17.936 |    |                                         | Nicola Larini Lamborghini 1'17.936      |
|    |                                    | 20 | Thierry Boutsen Ligier 1'17.969         | Thierry Boutsen Ligier 1'17.969         |
| 21 | Johnny Herbert Lotus 1'18.091      |    |                                         | Johnny Herbert Lotus 1'18.091           |
|    |                                    | 22 | Érik Comas Ligier 1'18.112              | Érik Comas Ligier 1'18.112              |
| 23 | Alex Caffi Footwork 1'18.157       |    |                                         | Alex Caffi Footwork 1'18.157            |
|    |                                    | 24 | Satoru Nakadžima Tyrrell 1'18.216       | Satoru Nakadžima Tyrrell 1'18.216       |
| 25 | Mika Häkkinen Lotus 1'18.271       |    |                                         | Mika Häkkinen Lotus 1'18.271            |
|    |                                    | 26 | Karl Wendlinger Leyton House 1'18.282   | Karl Wendlinger Leyton House 1'18.282   |
| 27 | Nekvalifikoval se                  |    |                                         | Aguri Suzuki Lola 1'18.393              |
|    |                                    | 28 | Nekvalifikoval se                       | Martin Brundle Brabham 1'18.855         |
| 29 | Nekvalifikoval se                  |    |                                         | Eric van de Poele Lamborghini 1'19.000  |
|    |                                    | 30 | Nekvalifikoval se                       | Bertrand Gachot Lola 1'19.274           |
| 31 | Předkvalifikace                    |    |                                         | Gabriele Tarquini Fondmetal 1'18.184    |
|    |                                    | 32 | Předkvalifikace                         | Naoki Hattori Coloni 1'22.852           |

## Zajímavosti
|             | Deset nejkratších Grand Prix |
| ----------- | ---------------------------- |
| 24:34,899   | Grand Prix Austrálie 1991    |
| 42:53,700   | Grand Prix Španělska 1975    |
| 57:56,690   | Grand Prix Rakouska 1975     |
| 1:01'07.740 | Grand Prix Monaka 1984       |
| 1:07'04.540 | Grand Prix Itálie 1978       |
| 1:14'47.707 | Grand Prix Itálie 1987       |
| 1:16'31.610 | Grand Prix Belgie 1981       |
| 1:17'39.744 | Grand Prix Itálie 1988       |
| 1:17'42.889 | Grand Prix Itálie 1986       |
| 1:17'54.319 | Grand Prix Itálie 1991       |

- Grand Prix Austrálie 1991 se stal nejkratším závodem v historii 24'34.899.
- Alex Caffi startoval v 75 GP
- Pierluigi Martini startoval v 75 GP
- Gianni Morbidelli startoval v 20 GP
- Vozy Lola startovaly v 250 GP
- Ayrton Senna stál po 60 na pole positions (Nový rekord)
- Riccardo Patrese startoval v 225 GP (Nový rekord)
- Ayrton Senna byl ve vedení v 73 GP (Nový rekord)
- Ayrton Senna byl v čele závodu 2575 kol (Nový rekord)

| Pole position | Vítězství     | Nej. kolo      |
| Brazílie      | Brazílie      | Rakousko       |
| Ayrton Senna  | Ayrton Senna  | Gerhard Berger |
| McLaren MP4/6 | McLaren MP4/6 | McLaren MP4/6  |
| 1'14.041      | 24'34.899     | 1'41.141       |
| 183.790 km/h  | 129.170 km/h  | 134.545 km/h   |
| ------------- | ------------- | -------------- |

### Stav MS
- GP – body získané v této Grand Prix

| *  | Jezdec             | Body | GP  | *  | Vůz         | Body | GP  | * | Stát           | Body  | GP  |
| -- | ------------------ | ---- | --- | -- | ----------- | ---- | --- | - | -------------- | ----- | --- |
| 1  | Ayrton Senna       | 96   | 5   | 1  | McLaren     | 139  | 7   | 1 | Brazílie       | 130,5 | 6,5 |
| 2  | Nigel Mansell      | 72   | 3   | 2  | Williams    | 125  | 4   | 2 | Itálie         | 80,5  | 1,5 |
| 3  | Riccardo Patrese   | 53   | 1   | 3  | Ferrari     | 55,5 | 0,5 | 3 | Velká Británie | 76    | 3   |
| 4  | Gerhard Berger     | 43   | 2   | 4  | Benetton    | 38,5 | 1,5 | 4 | Francie        | 60    |     |
| 5  | Alain Prost        | 34   |     | 5  | Jordan      | 13   |     | 5 | Rakousko       | 43    | 2   |
| 6  | Nelson Piquet      | 26,5 | 1,5 | 6  | Tyrrell     | 12   |     | 6 | Finsko         | 6     |     |
| 7  | Jean Alesi         | 21   |     | 7  | Minardi     | 6    |     | 7 | Německo        | 4     |     |
| 8  | Stefano Modena     | 10   |     | 8  | Dallara     | 5    |     | 8 | Japonsko       | 3     |     |
| 9  | Andrea de Cesaris  | 9    |     | 9  | Brabham     | 3    |     |   |                |       |     |
| 10 | Roberto Moreno     | 8    |     | 10 | Lotus       | 3    |     |   |                |       |     |
| 11 | Pierluigi Martini  | 6    |     | 11 | Lola        | 2    |     |   |                |       |     |
| 12 | J J Lehto          | 4    |     | 12 | Leyton Hous | 1    |     |   |                |       |     |
| 13 | Bertrand Gachot    | 4    |     |    |             |      |     |   |                |       |     |
| 14 | Michael Schumacher | 4    |     |    |             |      |     |   |                |       |     |
| 15 | Mika Häkkinen      | 2    |     |    |             |      |     |   |                |       |     |
| 16 | Martin Brundle     | 2    |     |    |             |      |     |   |                |       |     |
| 17 | Satoru Nakadžima   | 2    |     |    |             |      |     |   |                |       |     |
| 18 | Mark Blundell      | 1    |     |    |             |      |     |   |                |       |     |
| 19 | Aguri Suzuki       | 1    |     |    |             |      |     |   |                |       |     |
| 20 | Ivan Capelli       | 1    |     |    |             |      |     |   |                |       |     |
| 21 | Julian Bailey      | 1    |     |    |             |      |     |   |                |       |     |
| 22 | Éric Bernard       | 1    |     |    |             |      |     |   |                |       |     |
| 23 | Emanuele Pirro     | 1    |     |    |             |      |     |   |                |       |     |
| 24 | Gianni Morbidelli  | 0,5  | 0,5 |    |             |      |     |   |                |       |     |